# Royal Shakespeare Company

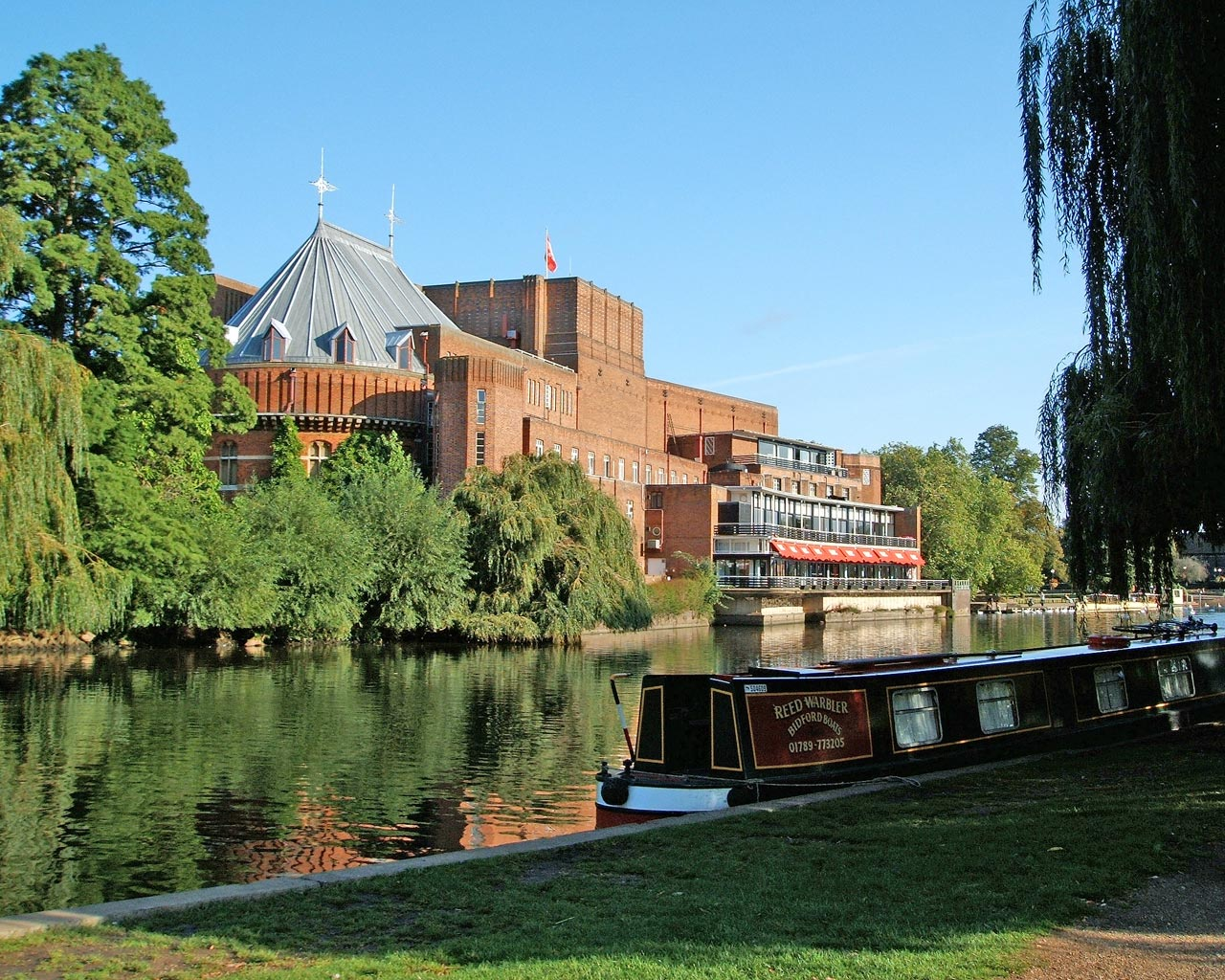
Het Royal Shakespeare Theatre in Stratford-upon-Avon

De Royal Shakespeare Company (RSC) is een toneelgezelschap uit Stratford-upon-Avon, Londen en Newcastle. Het werd in 1960 opgericht door Peter Hall. Het bestuur, met Shriti Vadera als voorzitter, omvat ongeveer 15 mensen, waaronder Catherine Mallyon, sinds 2012 Executive Manager van RSC. Het bestuur komt minstens eenmaal per jaar bijeen. De jaarlijkse algemene vergadering wordt voorgezeten door de Prince of Wales, in de persoon van prins Charles. Tot aan haar overlijden op 8 september 2022 was koningin Elizabeth beschermvrouwe van het RSC.

## Hoogtepunten
- The Wars of the Roses, (Henry VI 1-3 en Richard III) regie van Peter Hall (1963-64)
- A Midsummer Night's Dream, regie van Peter Brook (1970)
- Macbeth, met Judi Dench en Ian McKellen (1977)
- The Life and Adventures of Nicholas Nickleby (1980)
- Richard III, met Antony Sher (1984)
- Les Misérables, de musical (1985)
- Les Liaisons Dangereuses, met Lindsay Duncan, Juliet Stevenson en Alan Rickman (1985)
- The Plantagenets, met Ralph Fiennes en Anton Lesser(Henry VI 1-3 en Richard III), regie van Adrian Noble (1988)
- The Gift of the Gorgon, met Judi Dench (1992)
- Hamlet, met Kenneth Branagh, regie van Adrian Noble (1992)
- This England: The Histories (2000)

### Artistieke leiding
- Peter Hall (1960-1968)
- Trevor Nunn (1968-1978)
- Trevor Nunn en Terry Hands (1978-1986)
- Terry Hands (1986-1991)
- Adrian Noble (1991-2003)
- Michael Boyd (2003- )

## Bijzondere acteurs
De volgende acteurs hebben onder andere meegespeeld in RSC-producties:
- David Tennant
- Richard Armitage
- Kenneth Branagh
- Judi Dench
- Ralph Fiennes
- Joseph Fiennes
- Ian Holm
- Jeremy Irons
- Chukwudi Iwuji
- Derek Jacobi
- Jane Lapotaire
- Anton Lesser
- Ian McKellen
- John Nettles
- Hugh Quarshie
- Alan Rickman
- Diana Rigg
- Fiona Shaw
- Antony Sher
- Juliet Stevenson
- Patrick Stewart
- Imogen Stubbs
- David Suchet
- Harriet Walter
- John Wood